# なんにも言わずに I LOVE YOU
「なんにも言わずに I LOVE YOU」（なんにもいわずに アイ ラブ ユー）は、美勇伝の10枚目のシングル。2008年4月23日に発売。

## 内容
- 初回生産限定盤はCD+DVD。通常盤はCDのみ。初回生産限定盤、通常盤(初回仕様)ともイベント抽選シリアルナンバーカード封入。
- 2008年1月に活動休止を表明した美勇伝にとって、この曲が最終シングルとなった。
- 原曲はモーニング娘。のアルバム『4th「いきまっしょい!」』に収録されている。
- カップリングは、3人それぞれのソロ曲が収録されている。

## 収録曲
全作詞・作曲：つんく
1. なんにも言わずに I LOVE YOU
編曲：上杉洋史
2. 思い出は彼方
歌：石川梨華　編曲：山崎淳
3. あの夏の夜
歌：三好絵梨香　編曲：高橋諭一
4. 最後の夏休み
歌：岡田唯　編曲：河合英嗣
5. なんにも言わずに I LOVE YOU(Instrumental)

## 参加ミュージシャン
なんにも言わずに I LOVE YOU
- プログラミング&キーボード&ピアノ：上杉洋史
- ドラム：高尾俊行
- ベース：スティング宮本
- アコースティックギター：鎌田浩二
- バイオリン：藤田弥生
- コーラス：竹内浩明・CHINO・GLYNIS "BONE" MARTIN・DONYALE RENEE

思い出は彼方
- プログラミング&ギター&ベース：山崎淳
- コーラス：竹内浩明

あの夏の夜
- プログラミング&ギター&コーラス：高橋諭一
- コーラス：CHINO

最後の夏休み
- プログラミング&ギター：河合英嗣
- エレクトリックギター&アコースティックギター：鎌田浩二
- コーラス：CHINO